# Eckhof
Eckhof er et gods der ligger i Strande, ved Jernved i det nordlige Slesvig, Tyskland.  

## Fæstegården Eckhof
Fæstegården Eckhof blev i 1708 anlagt af Claus Christoph von Thienen-Adlerflycht, som tilhørte Bülk Slot. Den 1. maj 1738 solgte Claus Christoph von Thienen-Adlerflycht fæstegården Eckhof til baron Andreas Liliencron. Baron Andreas Liliencron solgte gården til Johann Ludwig Krantz den 21. januar 1748 for 28.000 rigsdaler. Den 1. maj 1753 solgte Johann Ludwig Krantz fæstegården til Detlef Hilmers. 
I 1770 solgte Detlef Helmers gården Eckhof til greve Conrad Holck for 60.000 rigsdaler.

## Herregården Eckhof
Conrad Holck oprejste i årene efter 1774 et nyt hovedhus på Eckhof i teglsten på Eckhof. Inspireret efter rokokostilen blev der lavet et indgangsparti i sandsten med en trekantet ramme der viser adelsslægten Holcks våbenskjold. 

## Godset Eckhof
Greve Conrad Holck ophævede herregården Eckhof til et gods og udvidede produktionen af korn på godset til en årlig høst på 30 ton, 10 Pflüge. I dag (2010) omfatter godset Eckhof 346 hektar land hvoraf 66 ton er skov og søer.